# 나심 페드라드
나심 페드라드(영어: Nasim Pedrad, 1981년 11월 18일 ~ )는 이란 출신 미국의 배우, 코메디언이다. 새터데이 나이트 라이브 시즌 5의 멤버로 이름을 알렸다.

## 출연 작품

### 영화
- 2019년 《알라딘》 - 달리아 역
- 2020년 《데스베라도스》 - 웨슬리 역
- 2023년 《위시》 (목소리)